# Agnieszka Wołoszyn
Agnieszka Wołoszyn (ur. 5 października 1981 w Szczecinie) – polska siatkarka, grająca na pozycji atakującej. Uczestniczyła również w turniejach siatkówki plażowej, mając w dorobku medale mistrzostw Polski.
Występowała także pod nazwiskiem Gliwa. Jej córka Julia, również jest siatkarką. W sezonie 2022/2023 występowała w drużynie LOS Nowy Dwór Mazowiecki (do 26 stycznia 2023), następnie przeniosła się do zespołu OnlyBio Pałac Bydgoszcz.

## Sukcesy

### Siatkówka halowa
I liga seria A:
- 1996

III liga:
- 2007

II liga:
- 2008
- 2014

I liga:
- 2009, 2016
- 2015
- 2022

Memoriał Agaty Mróz-Olszewskiej:
- 2018

### Siatkówka plażowa
| Turniej                                             | Osiągnięcie | Rok  | Partnerka                    |
| Mistrzostwa Polski                                  | brąz        | 1996 | Ewa Michalska                |
| Mistrzostwa Polski                                  | złoto       | 2001 | Dorota Wojtczak              |
| Mistrzostwa Świata Juniorek                         | 5. miejsce  | 2001 | Dorota Wojtczak              |
| Mistrzostwa Europy U-23                             | 5. miejsce  | 2003 | Dorota Wojtczak              |
| Mistrzostwa Polski                                  | srebro      | 2004 | Magdalena Kwaśniewicz        |
| Międzynarodowy turniej FIVB Satellite Pomeranka Cup | brąz        | 2008 | Magdalena Michoń-Szczytowicz |
| Mistrzostwa Polski                                  | brąz        | 2008 | Magdalena Michoń-Szczytowicz |
| Mistrzostwa Polski                                  | srebro      | 2011 | Iwona Lodzik                 |
| Mistrzostwa Polski                                  | 4. miejsce  | 2012 | Dorota Wojtczak              |
| Mistrzostwa Polski                                  | 5. miejsce  | 2013 | Karolina Bednarek            |
| Mistrzostwa Polski                                  | 4. miejsce  | 2016 | Aleksandra Zdon              |